# Liste der Baudenkmäler in Rohrdorf (am Inn)
Auf dieser Seite sind die Baudenkmäler in der oberbayerischen Gemeinde Rohrdorf zusammengestellt. Diese Tabelle ist eine Teilliste der Liste der Baudenkmäler in Bayern. Grundlage ist die Bayerische Denkmalliste, die auf Basis des Bayerischen Denkmalschutzgesetzes vom 1. Oktober 1973 erstmals erstellt wurde und seither durch das Bayerische Landesamt für Denkmalpflege geführt wird. Die folgenden Angaben ersetzen nicht die rechtsverbindliche Auskunft der Denkmalschutzbehörde.

## Einzeldenkmäler

### Rohrdorf
| Lage                             | Objekt                              | Beschreibung | Akten-Nr.    | Bild           |
| -------------------------------- | ----------------------------------- | --- | ------------ | -------------- |
| Nähe Paul-Dax-Straße (Standort)  | Bildstock                           | Tuffsteinsäule, 17. Jahrhundert | D-1-87-169-4 | weitere Bilder |
| St.-Jakobus-Platz 1 (Standort)   | Kath. Pfarrkirche St. Jakobus d. Ä. | Saalbau mit Satteldach und Nordturm mit Spitzhelm, Turmunterteil spätgotisch, barocker Neubau 1769–73 von Leonhard Matthäus Gießl, 1854–55 Turmoberbau, 1864 neuromanische Vorhalle; mit Ausstattung; Friedhofsummauerung des 17./18. Jahrhundert | D-1-87-169-1 | weitere Bilder |
| St.-Jakobus-Platz 3 (Standort)   | Pfarrhof                            | dreigeschossiger Putzbau mit Krüppelwalmdach, geschweiftem Giebel und erdgeschossigen Anbauten, 1766–67 von Franz Millauer auf älterer Grundlage errichtet; mit Ausstattung.                                                                      | D-1-87-169-2 | weitere Bilder |
| Bgm.-Tischner-Platz 4 (Standort) | Ehemaliges Bauernhaus               | jetzt Trachtenheim und Museum, zweigeschossiger Flachsatteldachbau mit Blockbauobergeschoss, Laube und Hochlaube, 1. Hälfte 18. Jahrhundert; Oberteil aus Grasweg, Gde. Pfaffing, transferiert.                                                   | D-1-87-169-3 | weitere Bilder |

### Geiging
| Lage                  | Objekt  | Beschreibung                                                                                                  | Akten-Nr.    | Bild           |
| --------------------- | ------- | --- | ------------ | -------------- |
| In Geiging (Standort) | Kapelle | Steildachbau mit Dachreiter mit Spitzhelm, geschweiftem Giebel und Putzgliederungen, barock; mit Ausstattung. | D-1-87-169-6 | weitere Bilder |

### Guggenbichl
| Lage                                    | Objekt         | Beschreibung                                                                            | Akten-Nr.    | Bild |
| --------------------------------------- | -------------- | --------------------------------------------------------------------------------------- | ------------ | ---- |
| Guggenbichl 1; Guggenbichl 2 (Standort) | Lourdeskapelle | Satteldachbau, 2. Hälfte 19. Jahrhundert, 1983 Erweiterung nach Osten; mit Ausstattung. | D-1-87-169-7 | BW   |

### Hetzenbichl
| Lage                     | Objekt                               | Beschreibung | Akten-Nr.    | Bild |
| ------------------------ | ------------------------------------ | --- | ------------ | ---- |
| Hetzenbichl 8 (Standort) | Wohnteil des ehemaligen Bauernhauses | zweigeschossiger Flachsatteldachbau mit teils verputztem Blockbau mit kräftigem Giebelbundwerk und traufseitiger, verbretterter Laube, 1. Hälfte 18. Jahrhundert | D-1-87-169-9 | BW   |

### Höhenmoos
| Lage                         | Objekt                      | Beschreibung | Akten-Nr.     | Bild           |
| ---------------------------- | --------------------------- | --- | ------------- | -------------- |
| Hochriesstraße 19 (Standort) | Kath. Pfarrkirche St. Peter | Satteldachbau mit Nordturm mit Zwiebelhaube, spätgotisch, 2. Hälfte 15. Jahrhundert, 1737 verlängert und barockisiert, 1829 Turm erneuert; mit Ausstattung. | D-1-87-169-10 | weitere Bilder |
| Nähe Feichteckweg (Standort) | Stadel                      | Remise und Backhaus, sogenannter Stolzstadel, Satteldachbau aus verputztem Mischmauerwerk mit zwei Segmentbogentüren, 19. Jahrhundert                       | D-1-87-169-24 | BW             |

### Lauterbach
| Lage                         | Objekt                                | Beschreibung | Akten-Nr.              | Bild           |
| ---------------------------- | ------------------------------------- | --- | ---------------------- | -------------- |
| Ammerseestraße 1 (Standort)  | Bauernhaus                            | ehemaliges Bauernhaus, Einfirsthof, zweigeschossiger Flachsatteldachbau mit verbretterter Giebellaube und teils bemalten Pfettenköpfen, Wirtschaftsteil holzverschalt mit Aussägearbeiten, Umbau im Inneren bez. 1843, im Kern älter. Zustand Mai 2025: nicht bewohnt, nicht bewirtschaftet, von der Vegetation zugewuchert, soweit einsehbar sehr sanierungsbedürftig, steht zum Verkauf. | D-1-87-169-27          | weitere Bilder |
| Chiemseestraße 18 (Standort) | Kath. Filialkirche St. Johann Baptist | teils unverputzter Saalbau mit Satteldach und Nordturm mit Zwiebelhaube, erbaut wohl 1. Hälfte 15. Jahrhundert, um 1670 und 1755 barocke Umbauten, erweitert 1830 und 1848; mit Ausstattung. | D-1-87-169-14 Wikidata | weitere Bilder |
| Chiemseestraße 21 (Standort) | Bauernhaus                            | Wohnteil des Bauernhauses, breit gelagerter, zweigeschossiger Flachsatteldachbau, im Inneren mit Holzbalkendecke, 18. Jh., um eine Achse nach Norden verlängert, 1. Hälfte 19. Jh. | D-1-87-169-26          | weitere Bilder |

### Leitner am Berg
| Lage                         | Objekt      | Beschreibung | Akten-Nr.     | Bild |
| ---------------------------- | ----------- | --- | ------------- | ---- |
| Leitner am Berg 1 (Standort) | Hauskapelle | an das Bauernhaus angebaute Kapelle, Steildachbau mit Putzgliederungen und Rundbogentür, barock, 1713; mit Ausstattung. | D-1-87-169-15 | BW   |

### Ranhartstetten
| Lage                        | Objekt  | Beschreibung                                           | Akten-Nr.     | Bild |
| --------------------------- | ------- | ------------------------------------------------------ | ------------- | ---- |
| Ranhartstetten 7 (Standort) | Kapelle | kleiner Zeltdachbau, 18. Jahrhundert; mit Ausstattung. | D-1-87-169-16 | BW   |

### Sachsenkam
| Lage                    | Objekt  | Beschreibung                                                                          | Akten-Nr.     | Bild           |
| ----------------------- | ------- | ------------------------------------------------------------------------------------- | ------------- | -------------- |
| Sachsenkam 3 (Standort) | Kapelle | Satteldachbau mit Putzgliederungen und Segmentbogentür, erbaut 1884; mit Ausstattung. | D-1-87-169-18 | weitere Bilder |

### Schaurain
| Lage                    | Objekt                | Beschreibung                                                                                    | Akten-Nr.     | Bild |
| ----------------------- | --------------------- | ----------------------------------------------------------------------------------------------- | ------------- | ---- |
| Schaurain 6 (Standort)  | Geschnitzter Türstock | bezeichnet 1844 und reich geschnitzte Haustür.                                                  | D-1-87-169-19 | BW   |
| Schaurain 10 (Standort) | Kleinbauernhaus       | zweigeschossiger Flachsatteldachbau mit Hochlaube und Bundwerkgiebel, 2. Hälfte 18. Jahrhundert | D-1-87-169-21 | BW   |

### Speckbach
| Lage                   | Objekt     | Beschreibung | Akten-Nr.     | Bild |
| ---------------------- | ---------- | --- | ------------- | ---- |
| Speckbach 6 (Standort) | Bauernhaus | Einfirsthof, zweigeschossiger Flachsatteldachbau mit Bundwerk im Giebelfeld, Hochlaube und reichem Andreaskreuz-Bundwerk am Wirtschaftsteil, 1. Viertel 19. Jahrhundert | D-1-87-169-22 | BW   |

### Taffenreuth
| Lage                     | Objekt     | Beschreibung | Akten-Nr.               | Bild |
| ------------------------ | ---------- | --- | ----------------------- | ---- |
| Taffenreuth 1 (Standort) | Bauernhaus | Einfirsthof, zweieinhalbgeschossiger Flachsatteldachbau mit Putzgliederungen, Stube bezeichnet 1830, Firstpfette bezeichnet 1850, 1986–87 Aufstockung. | D-1-87-169-25           | BW   |
| Taffenreuth 1 (Standort) | Hofkapelle | Satteldachbau mit Dachreiter mit Spitzhelm und Putzgliederungen, neugotisch, erbaut 1890; mit Ausstattung.                                             | D-1-87-169-25 zugehörig | BW   |

## Ehemalige Baudenkmäler
In diesem Abschnitt sind Objekte aufgeführt, die früher einmal in der Denkmalliste eingetragen waren, jetzt aber nicht mehr. Objekte, die in anderem Zusammenhang also z. B. als Teil eines Baudenkmals weiter eingetragen sind, sollen hier nicht aufgeführt werden. Aktennummern in diesem Abschnitt sind ehemalige, jetzt nicht mehr gültige Aktennummern.

| Lage                       | Objekt          | Beschreibung | Akten-Nr.     | Bild     |
| -------------------------- | --------------- | --- | ------------- | -------- |
| Entbuch 1 (Standort)       | Bauernhaus      | Einfirsthof, zweigeschossiger Flachsatteldachbau mit zwei Lauben und reich geschnitzten und bemalten Pfettenköpfen, 1844. (nicht mehr in der Denkmalliste enthalten)             | D-1-87-169-5  | BW       |
| Hetzenbichl 2 (Standort)   | Kleinbauernhaus | zweigeschossiger Flachsatteldachbau mit geschnitzter Tür, Anfang 19. Jahrhundert                                                                                                 | D-1-87-169-8  | BW       |
| Immelberg 1 1/2 (Standort) | Wohnhaus        | turmartiger zweigeschossiger unverputzter Bruchsteinbau mit Flachsatteldach und Treppe mit kleiner Galerie, 1. Hälfte 19. Jahrhundert (nicht mehr in der Denkmalliste enthalten) | D-1-87-169-12 | Wohnhaus |
| Immelberg 9 (Standort)     | Stadel          | Satteldachbau aus unverputztem Bruchsteinmauerwerk mit Giebelbundwerk, Ende 18. Jahrhundert                                                                                      | D-1-87-169-13 | BW       |